# George Triffon
George L. Triffon (* 2. Juli 1933; † 7. August 2007) war ein US-amerikanischer Jazzmusiker (Trompete).

## Leben und Wirken
George Triffon war in den frühen 1950er-Jahren Leadtrompeter bei Tito Puente, dessen Band in Miami Beach auftrat; außerdem tourte er mit dem Count Basie Orchestra. In New York City hatte er ein Engagement im Nachtclub Copacabana; dort begleitete er Stars wie Peggy Lee, Paul Anka, Tony Bennett, Nat King Cole und Pearl Bailey. Er war außerdem als Studiomusiker in der Merv Griffin Show beschäftigt und spielte in zahlreichen Broadway-Shows. Erste Aufnahmen Triffons entstanden, als er 1961/62 Mitglied des Benny Goodman Orchestra war. Mit der Goodman-Band, Charlie Barnet und dem Duke Ellington Orchestra trat er auch im Club Basin Street East auf. Er tourte außerdem mit Les Brown und Lionel Hampton; 1969/70 wirkte er bei  Bill Evans’ Album From Left to Right  mit. In den 1970er-Jahren arbeitete er in Bill Watrous’ Bigband, zu hören auf den Columbia-Alben Manhattan Wildlife Refugee (1974) und The Tiger of San Pedro. Im Bereich des Jazz war er zwischen 1961 und 1975 an acht Aufnahmesessions beteiligt; außerdem mit Sam Cooke (1954) und seiner Ehefrau, der Sängerin Sandy Stewart (1994) Im selben Jahr begleitete er Stewart (zusammen mit deren Söhnen Tom und Bill Charlap) bei einem Auftritt in der New Yorker Veranstaltungsreihe Jazz in July.
Um 1980 führte er mit seiner Frau ein Restaurant in den Hamptons; in späteren Jahren war Triffon als Rettungsschwimmer in Jacob Riis Park und Delray Beach; mit 54 Jahren gewann er acht Goldmedaillen in seiner Altersklasse. Mit 66 Jahren erwarb er noch mit Auszeichnung (summa cum laude) den Bachelor am John Jay College of Criminal Justice.